# 若望·桑多瓦爾·伊尼格斯
若望·桑多瓦爾·伊尼格斯（西班牙語：Juan Sandoval Íñiguez；1933年3月28日—）是墨西哥籍天主教司鐸級樞機及瓜達拉哈拉總教區榮休總主教。

## 生平
桑多瓦爾·伊尼格斯於1933年3月28日在墨西哥東南部哈利斯科州出生。他於1945年進入神學院學習，後前往羅馬繼續深造。他於1957年10月27日在羅馬晉鐸。他於1961年返回墨西哥，並被分配到在瓜達拉哈拉出任神學院老師，後來更成為校長。
他於1988年4月30日晉牧，並獲教宗若望保祿二世任命為華雷斯城教區助理主教。他於1996年6月5日升任為華雷斯城教區正權主教。1994年4月21日改任為瓜達拉哈拉總教區總主教。
若望保祿二世於1994年11月26日將他冊封為司鐸級樞機，領瓜達盧佩聖母及殉道者聖斐理伯堂區司鐸銜。他於2011年12月7日榮休，方濟各·羅夫萊斯·奧爾特加接任瓜達拉哈拉總教區正權總主教。
他曾參與2005年及2013年教宗選舉秘密會議，當時選出的教宗是本篤十六世和方濟各。

## 牧徽

若望·桑多瓦爾·伊尼格斯枢机牧徽